# Miguel Juan Balaguer
Miguel Juan Balaguer (Camarasa, 1597 – Malta, 5 dicembre 1663) è stato un vescovo cattolico spagnolo.

## Biografia
Nato a Camarasa, nella diocesi di Lleida, Balaguer entrò a far parte degli Ospitalieri di San Giovanni di Gerusalemme. Dopo la morte del vescovo di Malta Baldassarre Cagliares, il gran maestro Antoine de Paule e il Consiglio chiesero la nomina di Balaguer come suo successore. Papa Urbano VIII lo nominò allora il 12 febbraio 1635 e il 18 ebbe luogo la sua consacrazione, da parte del cardinale Francesco Maria Brancaccio, insieme ai co-consacranti Pier Luigi Carafa e Carlo Carafa; Balaguer si insediò definitivamente il 25 marzo successivo.
Il suo episcopato fu abbastanza turbolento, con le sue dimissioni dalla carica paventate più volte; tuttavia mantenne il proprio ruolo per 28 anni, fino alla sua morte, avvenuta sull'isola nel 1663 per apoplessia.

## Genealogia episcopale e successione apostolica
La genealogia episcopale è:
- Cardinale Guillaume d'Estouteville, O.S.B.Clun.
- Papa Sisto IV
- Papa Giulio II
- Cardinale Raffaele Riario
- Papa Leone X
- Papa Clemente VII
- Cardinale Antonio Sanseverino, O.S.Io.Hieros.
- Cardinale Giovanni Michele Saraceni
- Papa Pio V
- Cardinale Innico d'Avalos d'Aragona, O.S.Iacobi
- Cardinale Scipione Gonzaga
- Patriarca Fabio Biondi
- Papa Urbano VIII
- Cardinale Cosimo de Torres
- Cardinale Francesco Maria Brancaccio
- Vescovo Miguel Juan Balaguer, O.S.Io.Hieros.

La successione apostolica è:
- Papa Alessandro VII (1635)